# Arxiu Municipal de Palafrugell

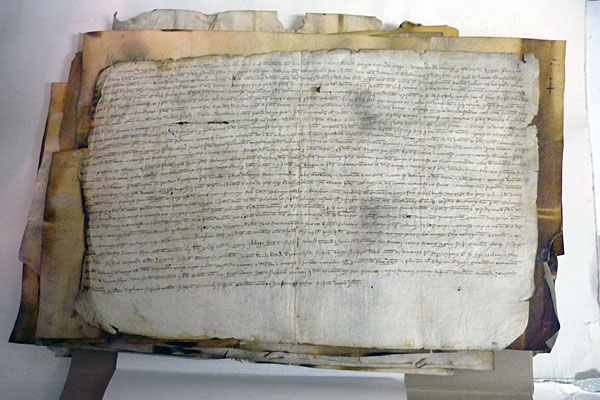
Pergamí datat el 30 de setembre de 1115. Pactes entre Dalmau Bernat i el comte Ramon i la comtessa Almodis sobre el castell de Begur. És trasllat sense data ni notari.

L'Arxiu Municipal de Palafrugell (AMP) és el servei de gestió documental de l'Ajuntament de Palafrugell. Els documents més antics que conserva són pergamins del segle xi.

## Edifici
La seu de l'Arxiu Municipal de Palafrugell és a Can Rosés, antiga Casa Roger. Era una casa senyorial de dues plantes més les golfes, d'estructura aproximadament quadrangular, amb minúscul pati interior. A una llinda d'una porta hi ha un emblema incís representant un peix, en al·lusió al llinatge Roger, i la llegenda ANNVS PACIS 1698.
Es tracta de l'únic casal notable que resta dempeus al nucli antic de la vila. És adossat al campanar i façana de l'església parroquial de Sant Martí de Palafrugell, del segle xviii, amb els quals forma conjunt.
L'Arxiu Municipal de Palafrugell també compta amb un dipòsit de documentació en una nau del carrer de la Vall d'Aran.

## Història

### Primeres referències
Les primeres referències que es té sobre l'existència d'un arxiu, ubicat a l'església parroquial de Sant Martí, daten del 1707, tot i que la voluntat de conservar els documents importants és molt més antiga —només cal pensar en els pergamins del segle xii. Com que era difícil trobar-hi res, els jurats de l'anomenat Castell de Palafrugell van nomenar com a secretari a Salvador Vergonyós, amb la tasca de posar ordre a tot el desgavell en un termini de sis anys.
Amb les invasions franceses, durant la Guerra Gran i la Guerra de la Independència, es van haver d'amagar els documents que tenien a veure amb el Govern Espanyol. Amb tot el remenament, es van perdre alguns documents.
El maig de 1845, el ple de l'Ajuntament acorda posar un armari a la Casa Consistorial, al carrer dels Valls, per desar-hi els documents més recents i, així, evitar-se les anades i vingudes a l'església.

### ElLlibre de privilegis de Palafrugelli altres pèrdues

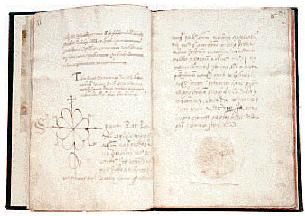
Llibre de privilegis de Palafrugell

Miquel Torroella i Plaja, autor de la Història de Palafrugell i la seva comarca i propietari de Fitor, i Josep Gich i Fontanet, farmacèutic, el març de 1879, van demanar poder entrar a l'antic arxiu per obtenir dades històriques de la vila i es van comprometre a posar-hi una mica d'ordre. Però, aquesta última part no es va complir i, a més, el Llibre de privilegis de Palafrugell va desaparèixer. Josep Pla diu que Torroella se'l va emportar a casa per preparar el seu llibre, i que s'hauria perdut en la dispersió de la biblioteca de l'historiador.
Però la desaparició del Llibre de privilegis no és pas l'única: el 1926, Ramir Medir i Jofra escriu la Memoria relativa al antiguo Archivo Municipal de la Vila de Palafrugell, on explica que molts dels documents que Pella i Forgas va citar per a la seva Historia del Ampurdán ja no eren a l'arxiu. Medir va elaborar la primera descripció del fons i va deixar constància de l'abandonament i el desordre. A més, va recomanar que es traslladessin els documents, que es trobaven a l'església, a un local habilitat de la Casa Consistorial. Però aquesta proposta es va passar per alt i no va ser fins al 1934 que es va aprovar el trasllat, per tal de millorar la conservació de l'antic arxiu. La nova ubicació seria les golfes de l'edifici destinat a la Biblioteca Popular i l'Escola d'Arts i Indústries.

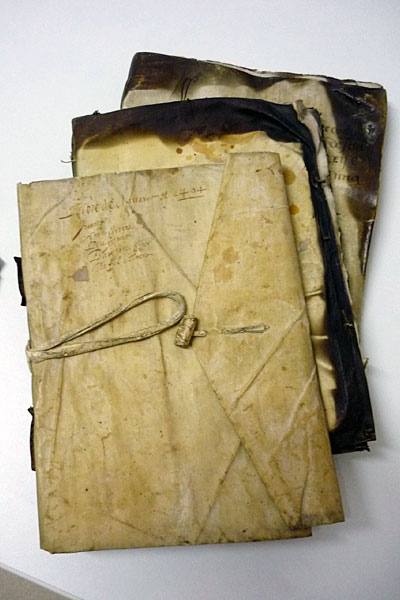
Documentació afectada pel fum de la crema església de Sant Martí de Palafrugell

Malgrat l'aprovació del trasllat, quan l'església es va cremar, l'any 1936, molts documents encara estaven a la parròquia. La sort va ser que estaven dins un armari de fusta molt bona i la majoria s'han pogut conservar, en algun cas, un xic afumats. Només uns quants no es van salvar de les flames, que van cremar durant cinc dies. Aquell mateix any, sense més demores, es va traslladar tot a la Biblioteca Popular, on el desordre va augmentar. Posteriorment, aquest arxiu s'ajuntaria amb el que hi havia a la Casa Consistorial.
El 1964, amb el trasllat de la Casa Consistorial (del carrer dels Valls al carrer de Cervantes), es van vendre alguns dels documents al drapaire. Tot i les pèrdues que ha anat patint l'arxiu, el fons documental conservat és molt ric, tant per l'antiguitat com per la quantitat d'informació que s'hi troba.

### Organització i consulta dels documents
El 1970 es va contractar el senyor Josep Guilló per tal d'organitzar l'Arxiu. Després de quatre anys classificant cronològicament la correspondència i altres documents, els va agrupar en 183 lligalls que es podien consultar a la Sala de Sessions de l'Ajuntament. Núria Corredor i M. Concepció Saurí, estudiants d'història i becades per l'Instituto Nacional de Asistencia y Promoción del Estudiante i per l'Ajuntament, el 1979, van començar a classificar la resta dels documents històrics i a elaborar un primer inventari dels fons. Amb la creació del Museu-Arxiu de Palafrugell, l'arxiu històric es va traslladar a Can Genís. El 1986, l'Ajuntament obre el servei d'arxiu a la ciutadania i contracta M. Concepció Saurí com a arxivera. Gràcies a la feina feta, juntament amb Enric Saguer, es va poder elaborar l'inventari definitiu del fons històric de l'Ajuntament (s. XII – 1940) i una guia de tots els fons recollits.

### Millores en les instal·lacions
El 1988, es van fer obres d'ampliació a Can Genís, per tal d'atendre millor els investigadors i tenir espai suficient per albergar més fons. L'any següent, l'Ajuntament va obtenir el suport del servei d'Arxius de la Generalitat de Catalunya, amb qui va signar un conveni. El 20 d'octubre de 1989, s'inauguraven les noves instal·lacions.
El 1996, amb les obres de la nova seu a Can Rosés ja en dansa, l'Arxiu Municipal va celebrar els seus 10 anys de servei, tot creant el Butlletí de l'Arxiu. Finalment, el 2002, l'Arxiu Municipal de Palafrugell es traslladà a l'edifici de Can Rosés, datat dels segles XVII – XVIII i situat al costat de l'església parroquial, unes noves instal·lacions que faciliten la consulta i la conservació dels documents. A més, el servei compta des del 2008 amb una nau al carrer de la Vall d'Aran, que serveix de dipòsit i d'espai de tractament de la documentació.

### Segle XXI

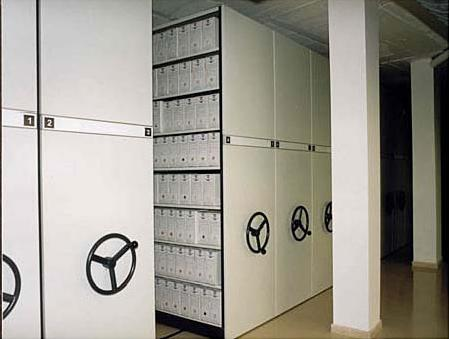
Instal·lacions actuals de l'Arxiu Municipal de Palafrugell

Actualment, a l'Arxiu, es gestiona la documentació de l'Ajuntament de Palafrugell i els fons que conserva, s'atenen les consultes dels documents, s'assessora sobre el tractament de la informació, es fan visites guiades, es col·labora en activitats educatives i culturals i es treballa en la conservació i digitalització de la documentació.
Una de les activitats més conegudes de les que realitza l'Arxiu és la col·laboració en la publicació dels Quaderns de Palafrugell des de 1993 i en la Galeria de personatges des del 1998, any en què també es va començar a publicar les edicions de l'arxiu amb Notes i dietaris de la família Fina. Deu anys després, el 2008, es va iniciar la col·lecció de fotografia local amb la Biennal de Fotografia Xavier Miserachs.
Pel que fa al Llibre de Privilegis, Ramir Medir, el 1961, va informar que es trobava a la Biblioteca de Catalunya. El 1991 la vila de Palafrugell va començar un seguit d'accions per tal d'aconseguir el llibre. El novembre del 2005 es va fer una recollida de firmes que va demostrar que els recursos presentats tenien el suport de la població palafrugellenca. Finalment, l'octubre del 2006, el Llibre de Privilegis va tornar al poble. Actualment, es conserva a l'Arxiu Municipal, en règim de comodat per temps indefinit. L'any 2007, Joan Villar i Torrent va transcriure i publicar el Llibre de privilegis de Palafrugell (1250 – 1724).
L'octubre de 2011 l'Arxiu Municipal de Palafrugell celebra 25 anys com a servei obert a la ciutadania.

## Serveis

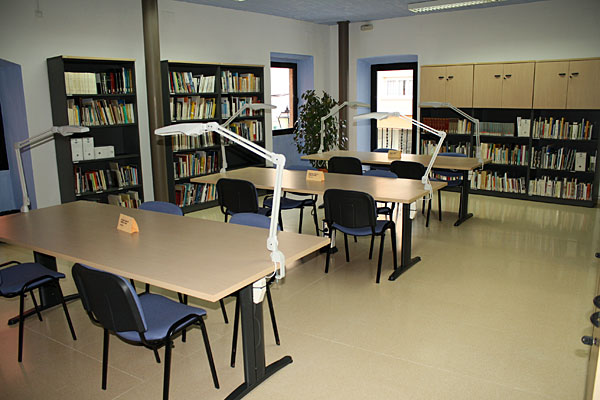
Sala de consulta de l'Arxiu Municipal de Palafrugell

L'Arxiu Municipal de Palafrugell (AMP) gestiona la documentació de l'Ajuntament de Palafrugell i els fons que conserva, participa en la protecció i recuperació del patrimoni documental del municipi, i ofereix els serveis de consulta dels documents (amb excepció dels que estan subjectes a restricció legal), d'informació documental i bibliografia de temes locals, assessorament sobre tractament de la documentació, atenció de visites col·lectives concertades i col·laboració en activitats en els àmbits educatius i culturals que contribueixin a la divulgació del patrimoni documental del municipi.
A l'AMP s'hi troba el fons de l'Ajuntament de Palafrugell, des de l'any 1115 fins als documents de més de cinc anys transferits per les oficines municipals. A més, hi ha fons d'institucions locals i els cedits per associacions, fundacions, comerços, empreses, famílies i particulars vinculats al municipi, i col·leccions de manuscrits, impresos, gravats, imatges, cartografia i plànols i documents sonors.

## Biblioteca auxiliar
La biblioteca auxiliar de l'Arxiu Municipal de Palafrugell està especialitzada en publicacions i estudis inèdits de temàtica local, amb més de 3.000 referències, i inclou una hemeroteca amb un centenar de títols que abasta un període que va des de l'any 1882 fins a l'actualitat.